# استان غرب
استان غرب یکی از ۶ استان کشور ایران بود که در ۱۶ آبان ۱۳۱۶ خورشیدی، با اصلاح قانون تقسیمات کشوری تشکیل گردید. این استان شامل ۱۲ شهرستان کردستان، گروس، کرمانشاهان، باوندپور، پشت‌کوه، لرستان، بروجرد، همدان، ملایر، خرمشهر و آبادان، خوزستان و کوه‌کیلویه بود. این تقسیم‌بندی تنها اندکی بیش از ۲ ماه و در فاصلۀ ۱۶ آبان ۱۳۱۶ تا ۱۹ دی ۱۳۱۶ برقرار بود و از آن تاریخ جای خود را به تقسیم‌بندی ۱۰ استانی تازه‌ای داد.

## شهرستان‌ها
| ردیف | شهرستان    | دهستان‌های تابعۀ بخش                          | مرکز           |
| ---- | ---------- | -------------------------------------------- | -------------- |
| ۱    | کردستان    | ۱- اسفندآباد، ییلاق                          | سنندج          |
| ۱    | کردستان    | ۲- اورامان، مریوان، خورخوره                  | قروه           |
| ۱    | کردستان    | ۳- حسین‌آباد، تیله‌کوه                         | مریوان         |
| ۲    | گروس       | ۱- گروس                                      | بیجار          |
| ۳    | کرمانشاهان | ۱- سرفیروزآباد، ماهی‌دشت، چمچمال              | کرمانشاهان     |
| ۳    | کرمانشاهان | ۲- کنگاور، صحنه                              | کنگاور         |
| ۳    | کرمانشاهان | ۳- کلیائی، بیلاور، روانسر، جوانرود           | سنقر           |
| ۳    | کرمانشاهان | ۴- هرسین، کاکاوند                            | هرسین          |
| ۴    | باوندپور   | ۱- باوندپور، گیلان                           | گیلان          |
| ۴    | باوندپور   | ۲- قصر شیرین، ذهاب، سنجابی، سرپل             | قصر شیرین      |
| ۴    | باوندپور   | ۳- کرند، ییلاق، گوران، گهواره                | کند            |
| ۵    | پشت‌کوه     | ۱- عیلام و توابع                             | عیلام          |
| ۵    | پشت‌کوه     | ۲- مهران و توابع                             | مهران          |
| ۵    | پشت‌کوه     | ۳- دهلران، موسیام، آبدانان                   | دهلران         |
| ۶    | لرستان     | ۱- پیش‌کوه، کره‌گاه                            | کره‌گاه         |
| ۶    | لرستان     | ۲- بالاکریوه، پایین‌کریوه                     | بالاکریوه      |
| ۶    | لرستان     | ۳-سلسله، دلفان، الشتر                        | دلفان          |
| ۷    | بروجرد     | ۱- سیلاخور علیا و سفلی                       | بروجرد         |
| ۷    | بروجرد     | ۲- چاپلق، بربرود                             | سیلاخور        |
| ۷    | بروجرد     | ۳- چهارلنگ                                   | علی‌گودرز اخوره |
| ۸    | همدان      | ۱- دروب و توابع                              | همدان          |
| ۸    | همدان      | ۲- اسدآباد                                   | اسدآباد        |
| ۸    | همدان      | ۳- درجزین، پیشخور، عاشقلو                    | رزن            |
| ۸    | همدان      | ۴- سردرود، مهربان، حاجیلو                    | کبوترآهنگ      |
| ۹    | ملایر      | ۱- ملایر                                     | دولت‌آباد       |
| ۹    | ملایر      | ۲- نهاوند                                    | نهاوند         |
| ۹    | ملایر      | ۳- تویسرکان                                  | تویسرکان       |
| ۱۰   | خرمشهر     | ۱- خرمشهر و توابع                            | خرمشهر         |
| ۱۰   | خرمشهر     | ۲- آبادان، قصبه                              | آبادان         |
| ۱۱   | خوزستان    | ۱- اهواز، رامهرمز، هفت‌گل                     | اهواز، رامهرمز |
| ۱۱   | خوزستان    | ۲- دشت میشان، هویزه                          | خفاجیه         |
| ۱۱   | خوزستان    | ۳- دزفول، شوشتر، مسجدسلیمان                  | دزفول          |
| ۱۱   | خوزستان    | ۴- ایزه، قشلاق، بختیاری                      | ایزه، قلعه‌زراس |
| ۱۱   | خوزستان    | ۵- شادگان (فلاحیه)                           | شادگان         |
| ۱۲   | کوه‌کیلویه  | ۱- بلاد شاپور، زیدون، دیلم                   | دهدشت          |
| ۱۲   | کوه‌کیلویه  | ۲- بابوئی، بویراحمدی، دشمن‌زیاری، طیبی، بهمئی |                |
| ۱۲   | کوه‌کیلویه  | ۳- هندیجان                                   | هندیجان        |